# سعد بن جنيدل
سعد بن جنيدل، وُلد عام 1334 هـ - 1427 هـ، وهو أحد الروَّاد السعوديين الموسوعيين المحققين في تاريخ الجزيرة العربية وجغرافيتها وآدابها، وقد ولد في بلدة الشعراء في عالية نجد، وتلقى تعليمه الأولي فيها، وحصل على بكالوريوس الآداب من قسم التاريخ في جامعة الملك سعود في الرياض، وعلى دبلوم عالي من كلية التربية، ثم عمل في مجال التعليم.
جمعت الصحبة بين بن جنيدل والمؤرخ حمد الجاسر منذ مدة قديمة، ونفذا رحلاتهما البلدانية في مسح المناطق جغرافيًا وتاريخيًا، وحصرا التراث والمعالم الأثرية والوقوف على الأماكن التاريخية، واشتهر بن جنيدل بريادته في تحقيق المواضع الجغرافية في الجزيرة العربية خاصة عالية نجد وعرف باهتمامه الواسع بالتراث واللغة والشعر، وكان رائدًا في التحقيق والدراسة والتعمق في كتب البلدانيات القديمة، وله كثير من المؤلفات منها: عالية نجد، من أعلام الأدب الشعبي، ديوان بين الغزل والهزل.

## مولده ونشأته
سعد بن عبد الله بن إبراهيم بن عبد الله بن جنيدل الجلعودي الدهمشي العنزي، وهو من الصقر من الطوقان من اللوايحة من الجلاعيد من الدهامشة من العمارات من بشر من عنزة، ولد ابن جنيدل في بلدة الشعراء بعالية نجد سنة 1343 هـ، (مصطلح عالية نجد) يشمل إمارات تابعة لمنطقة الرياض وهي الدوادمي والقويعية والخاصرة ووادي الدواسر، وكل ما يتبع هذه الإمارات من البلدان والقرى ومياه البادية وبلادها، تلقى ابن جنيدل تعليمه الأولي في بلدته الشعراء على يد بعض المشايخ، فدرس القرآن الكريم، وقرأ بعض التفاسير والأحاديث، ونال الابتدائية في الشعراء ومارس الزراعة والتجارة مع والده، واستفاد من مجلس والده الذي كان من وجهاء الشعراء ولديه مكتبة، وعنده حرص على جمع الأخبار وروايتها، فكان لذلك أثره تكوين اهتمامات ابن جنيدل الأولى نحو التاريخ والتراث والبلدانيات، وقد ظلت قرية الشعراء النائية في ذاكرته حتى أنه جعلها منطلقا ينطلق منها في طلب الرزق والعلم، ثم واصل قراءته وتعلمه في الدوادمي التي انتقل إليها والده بعد أفول نجم الشعراء بسبب تحول طريق السيارات من نجد إلى الحجاز عبر الدوادمي، وحاز فيها شهادة الإعدادية المتوسطة وعمل معلما في مدرستها الوحيدة، وكلف بافتتاح الثانوية وعين مديرا للثانوية.
حصل الشيخ سعد بن جنيدل على بكالوريوس الآداب من قسم التاريخ بجامعة الملك سعود بالرياض، وعلى دبلوم عالي من كلية التربية، ثم عمل في مجال التعليم والإشراف بإدارة التعليم، ثم موجها تربويا في المعاهد العلمية بجامعة الإمام محمد بن سعود، وفي كل هذه السنين كان يقضي نهاره في عمله الرسمي وباقي وقته في العلم والمطالعة والرحلات الميدانية، وخاصة أن عمله التربوي الإشرافي يحتاج إلى العمل الميداني في مناطق المملكة العربية السعودية الأمر الذي ساعده في انجاز أعماله البحثية الميدانية.

## صحبة الشيخ حمد الجاسر
جمعت الصحبة بين ابن جنيدل والشيخ المؤرخ حمد الجاسر منذ فترة قديمة، ونفذا رحلاتهما البلدانية على حساب الدولة في مسح المناطق جغرافيا وتاريخيا، وقد استفاد ابن جنيدل من منهج الجاسر وريادته، حيث اشترك معه في مشروع المعجم الجغرافي للبلاد العربية السعودية فكان من حصته كتاب عالية نجد وقد أكمله في ثلاثة أجزاء تقع 1390 صفحة.
قال الشيح حمد الجاسر عن ابن جنيدل:
| سعد بن جنيدل | عرفت الأستاذ أبا عبد الله بن جنيدل حق المعرفة، فقد جمعتني الصحبة به فترة في التنقل في وسط الجزيرة وغربها وجنوبها وشرقها، وعرفته وخالطته مرارا، فقد كان يكرمني بدعوتي إلى بيته، ويطلعني على بعض أعماله، فأستفيد من علمه وأدبه، وأستمتع بما يتحدث به مما يحفظ من أخبار وأشعار، وخاصة ما كان يتعلق بسكان البادية، فقد كان وثيق الصلة بهم، كثير المخالطة لبعض مشاهيرهم، وكنت أعجب بكثرة محفوظه، وبحضور بديهته، وبتفريقه بين لهجات أبناء البادية، وأقولها كلمة حق بأنني بطول الترافق في الأسفار وكثرة الاجتماع به لم أر منه مرة من المرات ما أحس مما يكدر صفو ما بيننا من الوداد والتوافق والصداقة، أويحدث أقل تأثير في النفس من الأمور التي كثيرا ما تحدث بين الإخوة المتصافين، حتى في الحالات التي قد ينشأ الخلاف فيها في موضوع ذي صلة بما كنا مترافقين للبحث فيه، فلم يكن ممن يحاول ما استطاع البروز بوجاهة رأيه، ولكنه يعرضه في الفرصة المناسبة، بالطريقة التي تهيئ له الموقع الحسن في النفوس فتقبله | سعد بن جنيدل |

قال الدكتور عبد العزيز بن عبد الله الخويطر عن ابن جنيدل:
| سعد بن جنيدل | إن الأستاذ سعد بن عبد الله بن جنيدل ممن عرف عنه حماسه للتراث، ولاغرابة في هذا، فهو فهو من المعدودين في عصرنا بفهم جوانبه المتعددة وفي مقدمة الخبراء في هذا المجال، وله علم في حقله، ويعد مرجعاً لإزلة اللبس أو الغموض فيما يختص به سواء الأدب أو التاريخ أو الأدوات | سعد بن جنيدل |

## محطات في حياة ابن جنيدل
1. الدوادمي : المدينة التي تردد عليها الشيخ سعد وحاز فيها شهادة الإعدادية المتوسطة، وعمل معلما في مدرستها الوحيدة وكلف بافتتاح الثانوية وعيّن مديرا للثانوية، والتي كانت تأتيه فيها اشتراكات مجلة المنهل وجريدة البلاد السعودية من الحجاز فكان يتردد على هذه المدينة التي تشده برباط العلم والأدب.
2. الرياض : في العاصمة الرياض مارس ابن جنيدل التعليم منذ عام 1376 هـ بين وزارة المعارف وجامعة الملك سعود، وباحثا في مركز البحوث بجامعة الإمام محمد بن سعود، وقد تردد على الرياض لأغراض التجارة مع والده في بداية حياته حتى أنه كان يتطلع للعلم والعلماء، فقد كان يتردد على العلماء ويزور المكتبات رغم ندرتها ليتزود بالكتب من مكتبة البابطين، ومكتبات أخرى، وفي العاصمة التقى برفيق دربه في العلم الشيخ حمد الجاسر، كما كانت الرياض هي قاعدته التي انطلق منها إلى مناطق أخرى من المملكة العربية السعودية في سبيل العلم وحصر التراث والآثار والوقوف على الأماكن التاريخية والجغرافية من أجل تحقيق المواقع والوقائع التي دارت في العديد من البلاد السعودية والجزيرة العربية.
3. مكة المكرمة : ذهب إلى مكة المكرمة لأغراض التجارة بين الرياض والمنطقة الغريبة إلا أنه ظل وفيا للأدب والعلم فقسم وقته بين العمل التجاري وبين الذهاب إلى حلقات التعليم في الحرم المكي، بل وتردده على زملاء سبقوه في طلب العلم من أمثال سعد أبو معطي ومحمد الحصين، وعبد الله البسام وآخرين.
4. جدة : عمل فيها لمدة أعوام قصيرة وتردد على الحرم المكي وأسهم في تحقيق بعض المخطوطات وواصل بحثه العلمي وهو يتنقل بين جدة والعاصمة.[5]

## مؤلفاته
1. كتاب عالية نجد :المعجم الجغرافي للبلاد العربية السعودية، طبع في 3 أجزاء.[6][7]
2. بلاد الجوف أو دومة الجندل.
3. من أعلام الأدب الشعبي.
4. ديوان بين الغزل والهزل : تحقيق ديوان هويشل الهويشل.
5. خواطر ونوادر تراثية نصوص تاريخية وجغرافية واجتماعية.
6. الساني والسانية.
7. أصول التربية الإسلامية.
8. معجم الأمكنة الوارد ذكرها في القرآن الكريم: تتبع المؤلف في المعجم الأمكنة التي وردت في القرآن الكريم فوصفها وصفًا موجزًا، وذكر ما جرى فيها من أحداث ورتبها على حروف المعجم.[8]
9. معجم الأمكنة الوارد ذكرها في صحيح البخاري.
10. معجم الأماكن الواردة في المعلقات العشر: تحدث فيه عن أكثر من 130 موضعًا من الأماكن التي تغنى بها شعراء المعلقات العشر في مجلد بلغ حجمه 627 صفحة، مشتملة على فهارس شاملة للكتاب.[9]
11. بلاد العرب في المعاجم القديمة وبحوث المتأخرى ن.
12. معجم التراث : يقع في 8 أجزاء.
13. شعراء العالية.
14. معجم التراث (الكتاب الأول) السلاح.
15. معجم التراث (الكتاب الثاني) الخيل والإبل.
16. معجم التراث (الكتاب الثالث) بيت السكن.
17. معجم التراث (الكتاب الرابع) الأطعمة وآنيتها.
18. معجم التراث (الكتاب الخامس) اللباس.
19. معجم التراث (الكتاب السادس) الحلي والزينة.

## وفاته
توفي المؤرخ سعد ابن جنيدل يوم الثلاثاء 24 من جمادى الأولى عام 1427 هـ في الطائف، وأديت الصلاة عليه في الحرم المكي عصر يوم الأربعاء 25 من جمادى الأولى سنة 1427 هـ عن عمر يناهز الرابعة والثمانين سنة.

## التكريم
وجه سلمان بن عبد العزيز أمير منطقة الرياض آنذاك إلى رئيس الهيئة العليا لتطوير مدينة الرياض، بإطلاق اسم سعد بن عبد الله بن جنيدل على أحد الشوارع في العاصمة، تكريما للأديب الراحل. وتم إطلاق اسم الأديب بن جنيدل على الشارع الواقع في حي الصحافة وهو بعرض 20 مترًا وطول 840 مترًا، وينطلق من شارع عبد الله بن سعود بن عبد الله آل سعود إلى شارع العليا. كما ألف عنه الباحث مسعود بن فهد المسردي كتاب بعنوان : سعد الجنيدل عالية نجد ونجد العالية.

## انظر ايضاً
- محمد ناصر العبودي
- عبدالله بن خميس

## وصلات خارجية
- سعد الجنيدل.. عالم البلدانيات والمؤرخ الموسوعي.